# Cantón de Irigny
El cantón de Irigny (en francés canton d'Irigny) era una división administrativa francesa, que estaba situada en el departamento de Ródano, de la región Ródano-Alpes.
En aplicación del artículo L3611-1 del código general de las colectividades territoriales francesas, el cantón de Irigny fue suprimido el 1 de enero de 2015 y sus comunas pasaron a formar parte de la Metrópoli de Lyon.

## Composición
El cantón estaba formado por cuatro comunas:
- Charly
- Irigny
- Pierre-Bénite
- Vernaison